# Aston Martin AMR25
De Aston Martin AMR25 is een Formule 1-auto die gebruikt werd door het Formule 1-team van Aston Martin in het seizoen 2025. De auto is de opvolger van de Aston Martin AMR24. De AMR25 rijdt met een motor van Mercedes en werd onthuld op 18 februari 2025 in de O2 Arena in Londen. De AMR25 wordt bestuurd door Fernando Alonso die aan zijn derde seizoen voor Aston Martin gaat beginnen en Lance Stroll die voor het vijfde seizoen op rij voor het team rijdt. Stoffel Vandoorne en Felipe Drugovich zijn net als in 2024 de reserve coureurs.

## Resultaten
| Kleur   | Resultaat                       |
| ------- | ------------------------------- |
| Goud    | Winnaar                         |
| Zilver  | Tweede plaats                   |
| Brons   | Derde plaats                    |
| Groen   | Gefinisht (punten behaald)      |
| Blauw   | Gefinisht (geen punten behaald) |
| Blauw   | Niet geklasseerd (NC)           |
| Paars   | Uitgevallen (DNF)               |
| Rood    | Niet gekwalificeerd (DNQ)       |
| Zwart   | Gediskwalificeerd (DSQ)         |
| Wit     | Niet gestart (DNS)              |
| Blanco  | Gewond (INJ)                    |
| Blanco  | Uitgesloten (EX)                |
| Blanco  | Teruggetrokken (WD)             |
| Blanco  | Niet deelgenomen                |
| 1, 2, 3 | Sprint positie (punten behaald) |
| P       | Poleposition                    |
| S       | Snelste ronde                   |

| Jaar | Chassis en banden    | Motor                         | Coureurs        | 1   | 2   | 3   | 4   | 5   | 6   | 7   | 8   | 9   | 10  | 11  | 12  | 13  | 14  | 15  | 16  | 17  | 18  | 19  | 20  | 21  | 22  | 23  | 24  | Punten | WK-plaats |
| ---- | -------------------- | ----------------------------- | --------------- | --- | --- | --- | --- | --- | --- | --- | --- | --- | --- | --- | --- | --- | --- | --- | --- | --- | --- | --- | --- | --- | --- | --- | --- | ------ | --------- |
| 2025 | Aston Martin AMR25 P | Mercedes F1 M16 E Performance |                 | AUS | CHN | JPN | BHR | SAR | MIA | EMI | MON | SPA | CAN | OOS | GBR | BEL | HON | NED | ITA | AZE | SIN | VST | MXS | SAP | LSV | QAT | ABU | 52*    | 6*        |
| 2025 | Aston Martin AMR25 P | Mercedes F1 M16 E Performance | Fernando Alonso | DNF | DNF | 11  | 15  | 11  | 15  | 11  | DNF | 9   | 7   | 7   | 9   | 17  | 5   |     |     |     |     |     |     |     |     |     |     | 52*    | 6*        |
| 2025 | Aston Martin AMR25 P | Mercedes F1 M16 E Performance | Lance Stroll    | 6   | 9   | 20  | 17  | 16  | 516 | 15  | 15  | WD  | 17  | 14  | 7   | 14  | 7   |     |     |     |     |     |     |     |     |     |     | 52*    | 6*        |

* Seizoen loopt nog.